# Решетар, Милан
Милан Решетар (серб. Милан Решетар, Milan Rešetar) — австро-венгерский, а затем югославский ученый. Филолог, этнолингвист, литературовед, историк. Сербский католик, назвавший себя «югославом» по национальности.
Окончил среднюю школу в родном Дубровнике. Изучал классическую филологию и славистику в Вене и Граце. Преподавал в средних школах Копера, Задара и Сплита. Докторскую диссертацию защитил в Граце (1891). Он был редактором хорватского журнала «Lista državni zakona» в Вене (1891—1894). Затем он стал лектором Балканской комиссии Венской академии. Затем он был адъюнкт-профессором словенской филологии Венского университета с 1908 года (где он был сотрудником и учеником Ватрослава Ягича) и профессором Загребского университета с 1919 года до выхода на пенсию в 1928 году.
Выйдя на пенсию, он жил во Флоренции, где продолжал заниматься исследованиями. В 1941 году он стал членом Сербской королевской академии.